# Kuin silloin ennen
Chansons représentant la Finlande au Concours Eurovision de la chanson
Kun kello käy
(1968) Tie uuteen päivään (en)
(1971)
Kuin silloin ennen (« Comme en ce temps-là »), écrite par Juha Vainio et composée par Toivo Kärki, est une chanson du duo finlandais Jarkko ja Laura sortie en 45 tours en 1969 et parue sur l'album Jarkko ja Laura en 1970.
C'est la chanson représentant la Finlande au Concours Eurovision de la chanson 1969.

## À l'Eurovision

### Sélection
Le 22 février 1969, ayant remporté l'Euroviisut 1969 à Helsinki, la chanson Kuin silloin ennen, interprétée par Jarkko & Laura, est sélectionnée pour représenter la Finlande au Concours Eurovision de la chanson 1969 qui a lieu le 29 mars à Madrid.

### À Madrid
La chanson est intégralement interprétée en finnois, langue officielle de la Finlande, comme l'impose la règle de 1966 à 1972. L'orchestre est dirigé par Ossi Runne (en).
Kuin silloin ennen est la seizième et dernière chanson interprétée lors de la soirée du concours, suivant Desfolhada portuguesa de Simone de Oliveira pour le Portugal.
À l'issue du vote, elle obtient 6 points, se classant 12e sur 16 chansons,.

## Liste des titres
| A. | Kuin silloin ennen | Juha Vainio, Toivo Kärki (en) | 2:34 |
| B. | Et mennä saa       | Juha Vainio, Toivo Kärki      | 2:55 |

## Historique de sortie
| Pays      | Date | Format   | Label |
| --------- | ---- | -------- | ----- |
| Finlande, | 1969 | 45 tours | Decca |
| Espagne   | 1969 | 45 tours | Decca |